# 위상 공간 국소화
호모토피 이론에서, 위상 공간의 국소화(局所化, 영어: localization)는 그 호모토피 군이 주어진 유리수체 부분환의 가군이 되게 위상 공간을 개량하는 과정이다.

## 정의

### 단순 공간
다음 조건을 만족시키는 위상 공간 {\displaystyle X}를 단순 공간이라고 하자.
- CW 복합체와 호모토피 동치이다.
- 연결 공간이다.
- 기본군이 아벨 군이다.
- 기본군 {\displaystyle \pi _{1}(X)}은 {\displaystyle X}의 범피복 공간의 호모토피 군 및 호몰로지 군 위에 작용한다. 이 경우, 이 두 작용이 둘 다 자명해야 한다.

### 국소 공간
다음 데이터가 주어졌다고 하자.
- 유리수체의 부분환 {\displaystyle R\subseteq \mathbb {Q} }

그렇다면, {\displaystyle R}-국소 공간(局所空間, 영어: {\displaystyle R}-local space)은 다음 조건을 만족시키는 단순 공간 {\displaystyle X}이다.
- 모든 차수의 호모토피 군은 {\displaystyle R}-가군이다. 즉, 임의의 {\displaystyle m/n\in R} 및 {\displaystyle k\in \mathbb {Z} ^{+}} 및 {\displaystyle g\in \pi _{k}(X)}에 대하여, {\displaystyle mg=nh}가 되는 {\displaystyle h\in \pi _{k}(X)}가 유일하게 존재한다.

### 국소화
단순 공간 {\displaystyle X}의 {\displaystyle R}에서의 국소화는 다음과 같은 데이터로 주어진다.
- {\displaystyle R}-국소 공간 {\displaystyle Y}
- 호모토피류 {\displaystyle f\colon X\to Y}

이 데이터는 다음 보편 성질을 만족시켜야 한다.
- 임의의 {\displaystyle R}-국소 공간 {\displaystyle Y'} 및 호모토피류 {\displaystyle f'\colon X\to Y'}에 대하여, 다음 그림을 가환 그림으로 만드는 호모토피류 {\displaystyle \iota \colon Y\to Y'}가 유일하게 존재한다.
{\displaystyle {\begin{matrix}X&{\overset {f}{\to }}&Y\\\|&&\!\!\!\!\!\!{\scriptstyle \color {White}\exists !\iota }\downarrow {\scriptstyle \exists !\iota }\!\!\!\!\!\!\\X&{\underset {f'}{\to }}&Y'\end{matrix}}}

사실, 다음 두 집합 사이에는 표준적인 전단사 함수가 존재한다.
- 소수의 집합 {\displaystyle S\subseteq \mathbb {P} =\{2,3,5,7,\dotsc \}}
- 유리수체의 부분환들의 집합 {\displaystyle R\subseteq \mathbb {R} }

이 전단사 함수는 구체적으로 정수환의 {\displaystyle S}에서의 국소화 환
{\displaystyle S\mapsto (\mathbb {P} \setminus S)^{-1}\mathbb {Z} }
으로 주어진다. (즉, {\displaystyle S}에 속하지 않는 소수들은 {\displaystyle (\mathbb {P} \setminus S)^{-1}\mathbb {Z} }에서 가역원이 된다.) 이에 따라, 단순 공간의 {\displaystyle S}에서의 국소화는 {\displaystyle (\mathbb {P} \setminus S)^{-1}\mathbb {Z} }에서의 국소화를 뜻한다.
예를 들어, {\displaystyle S=\varnothing }일 때 대응하는 환은 {\displaystyle \mathbb {Q} }이며, {\displaystyle S=\mathbb {P} }일 때 대응하는 환은 {\displaystyle \mathbb {Z} }이다. 특히, {\displaystyle S=\varnothing }일 때의 국소화를 유리수화(有理數化, 영어: rationalization)라고 한다.

## 성질
임의의 {\displaystyle R\subseteq \mathbb {Q} }에 대하여, 임의의 단순 공간의 국소화는 항상 존재하며, (보편 성질에 의하여) 호모토피 동치 아래 유일하다.

## 역사
위상 공간의 국소화는 1970년에 데니스 설리번이 도입하였다. 그러나 설리번이 이를 도입한 강의록은 2005년에 되어서야 출판되었다.

## 같이 보기
- 국소화 (범주론)
- 바우스필드 국소화